# Secchi (cràter)

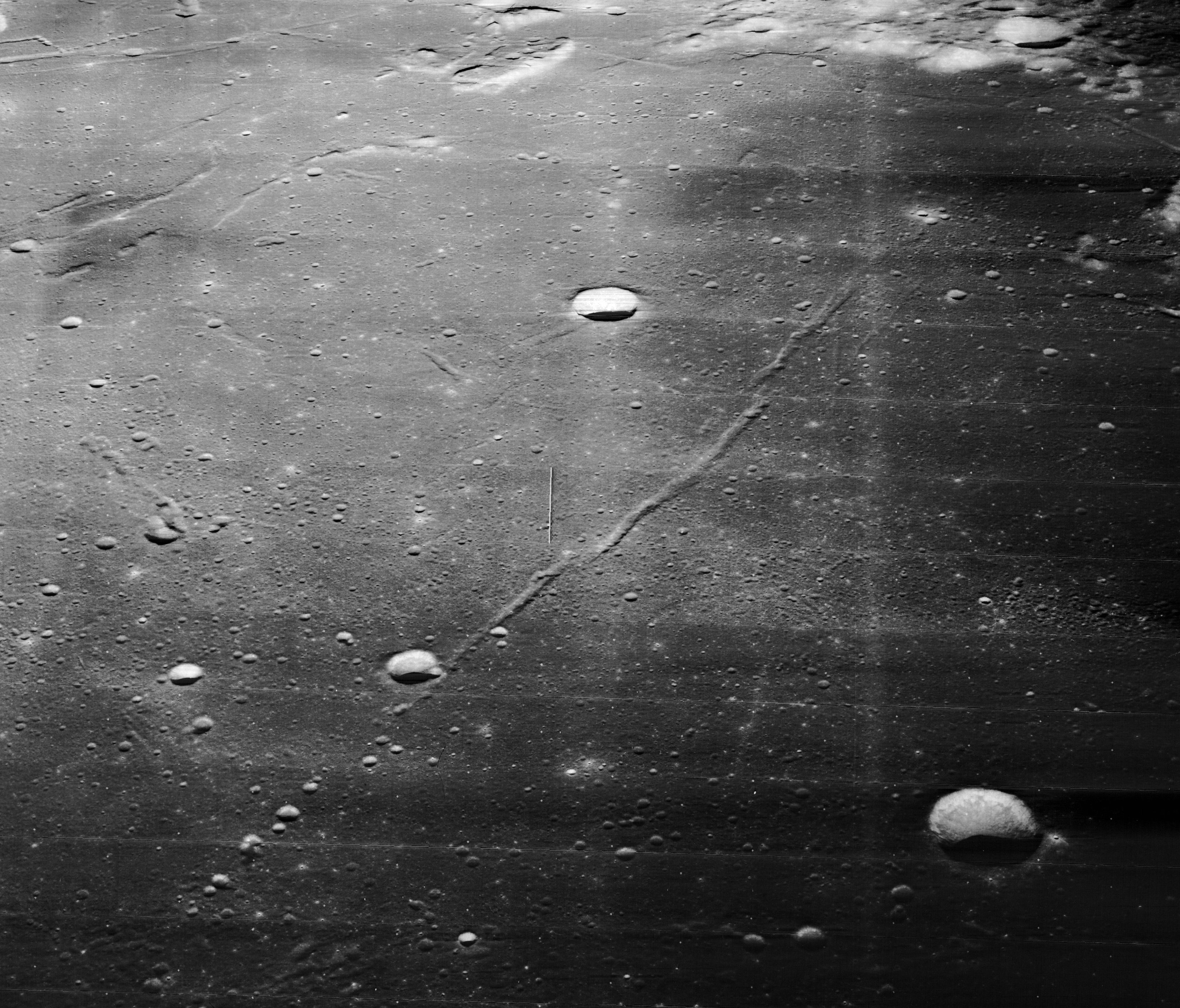
Vista obliqua de la Rima Messier des de la Lunar Orbiter 5, mostrant Secchi X per sobre del centre i Secchi K a baix a la dreta

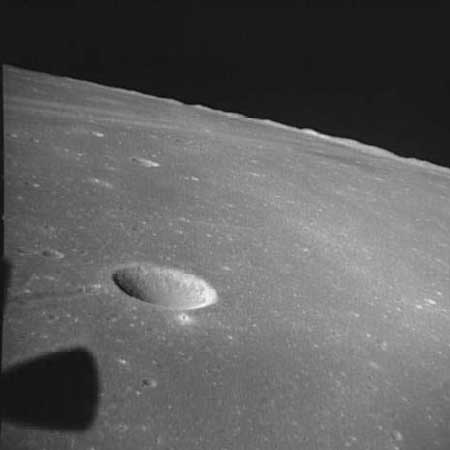
Secchi K. Fotografia de la missió Apol·lo 10

Secchi és un petit cràter d'impacte lunar situat sobre el bord nord-oest del Mare Fœcunditatis. Al nord-est es troba el cràter Taruntius.

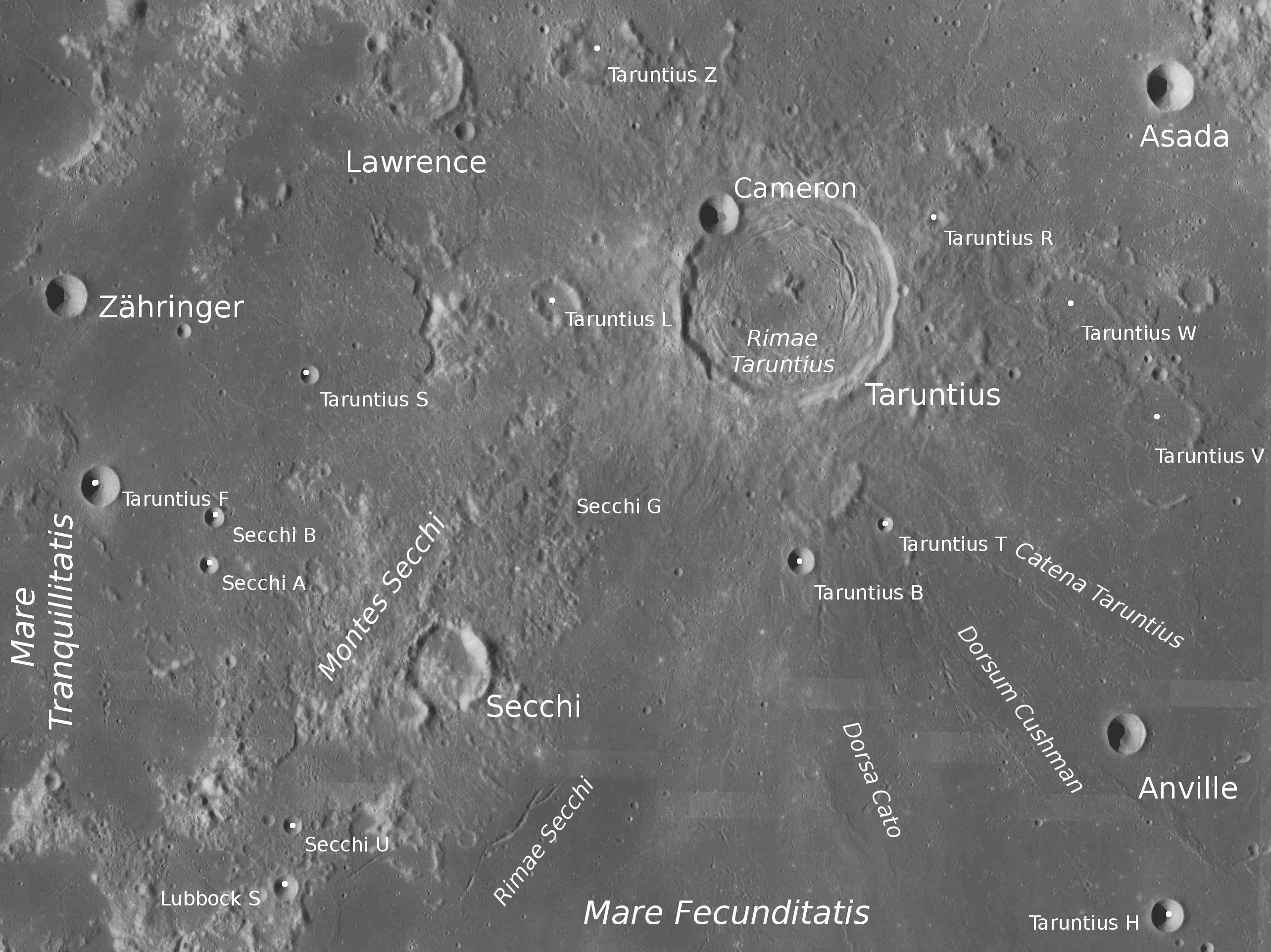
Entorn de Secchi (en el quadrant inferior esquerre de la imatge)

La vora occidental s'uneix amb les estribaciones de les Montes Secchi. La vora d'aquest cràter apareix oberta en els seus extrems nord i sud, deixant dues crestes corbades enfrontades envoltant el sòl del cràter. Al sud es troba una parella d'esquerdes designades Rimae Secchi, localitzades prop de la vora de la mare i amb una longitud conjunta d'uns 40 quilòmetres.

## Cràters satèl·lit
Per convenció aquests elements són identificats en els mapes lunars posant la lletra en el costat del punt central del cràter que està més proper a Secchi.
|        | \| Secchi \| Coordenades \| Diàmetre \| \| ------ \| ---------------------------------- \| -------- \| \| A \| 3° 18′ N, 41° 30′ E / 3.3°N,41.5°E \| 5 km \| \| B \| 3° 42′ N, 41° 30′ E / 3.7°N,41.5°E \| 5 km \| \| G \| 4° 00′ N, 44° 36′ E / 4.0°N,44.6°E \| 8 km \| \| K \| 0° 12′ S, 45° 24′ E / 0.2°S,45.4°E \| 3 km \| \| U \| 1° 06′ N, 42° 12′ E / 1.1°N,42.2°E \| 6 km \| \| X \| 0° 42′ S, 43° 36′ E / 0.7°S,43.6°E \| 6 km \| |          |
| Secchi | Coordenades | Diàmetre |
| A      | 3° 18′ N, 41° 30′ E / 3.3°N,41.5°E | 5 km     |
| B      | 3° 42′ N, 41° 30′ E / 3.7°N,41.5°E | 5 km     |
| G      | 4° 00′ N, 44° 36′ E / 4.0°N,44.6°E | 8 km     |
| K      | 0° 12′ S, 45° 24′ E / 0.2°S,45.4°E | 3 km     |
| U      | 1° 06′ N, 42° 12′ E / 1.1°N,42.2°E | 6 km     |
| X      | 0° 42′ S, 43° 36′ E / 0.7°S,43.6°E | 6 km     |